# کاراتسو
کاراتسو در استان ساگا در کشور ژاپن واقع شده‌است که دارای جمعیت ۱۲۹٬۱۹۴ نفر و مساحت ۴۸۷٫۴۵ کیلومتر مربع با تراکم جمعیت ۲۶۵ نفر در کیلومترمربع است و در تاریخ ۱ ژانویه ۲۰۰۵ به عنوان شهر شناخته شد.